# جان بنکس (بازیکن فوتبال)
جان بنکس (انگلیسی: John Banks; ۱۴ ژوئن ۱۸۷۵ – ژانویه ۱۹۴۷ (aged 71)) بازیکن فوتبال اهل بریتانیا بود.
از باشگاه‌هایی که در آن بازی کرده‌است می‌توان به باشگاه فوتبال وست برومویچ آلبیون، باشگاه فوتبال اکستر سیتی، باشگاه فوتبال منچستر یونایتد، و باشگاه فوتبال پلیموث آرگیل اشاره کرد.